# Жуковка (Зубово-Полянський район)
Жуко́вка (рос. Жуковка, ерз. Жуковка) — село у складі Зубово-Полянського району Мордовії, Росія. Адміністративний центр Жуковського сільського поселення.
Населення — 467 осіб (2010; 552 у 2002).
Національний склад станом на 2002 рік:
- мордва — 98 %